# Луис де Рикенсис
Луис де Рикенсис од Зуниге (шп. Luis de Requeséns у Zúñiga; 1528—5. март 1576.) је био шпански гувернер (штатхолдер) Низоземске. 

## Биографија
Луис је каријеру отпочео као државни службеник и дипломата у служби Филипа II. Године 1563. био је царев представник у Риму, а 1568. године именован је генералом-потпуковником Дон Хуана Аустријског. Учествовао је у сузбијању побуне у Гранади, а пратио је Хуана и током Лепантске битке. Од 1572. до 1573. године био је управник Милана. Од 1573. до 1576. године Рикенсис обавља функцију штатхолдера Низоземске. На том месту заменио је Фернанда Алвареза де Толеда, војводу од Албе. Рикенсис је обуставио терор, али није успео да измени лоше мишљење народа према краљу настало током Албине владавине. Трошкови рата падају искључиво на Шпанију, јер „десетак“ није прикупљан. Шпанска влада је 1575. године поново банкротирала. Слаби контрола над Шпанијом. Када је Рекесенс умро 1576. године, долази до побуне шпанских трупа у Низоземској којима влада није успела да исплати плате. На месту штатхолдера Низоземске наследио га је Хуан од Аустрије. 